# The Call
The Call es el primer álbum realizado por la banda sueca de heavy metal Heed.

## Lista de canciones
- "Heed Hades" – 1:01
- "I Am Alive" – 4:58
- "Last Drop of Blood" – 4:11
- "Ashes" – 4:49
- "Enemy" – 4:15
- "Salvation" – 4:16
- "Tears of Prodigy" – 4:06
- "The Other Side" – 3:58
- "Hypnosis" – 4:37
- "Moments" – 5:07
- "The Permanent End Celebration" – 4:09
- "Nothing" – 4:01
- "The Flight" (Bonustrack - sólo para Japón)

- Datos: Q3284221